# شهرستان جرقرغان

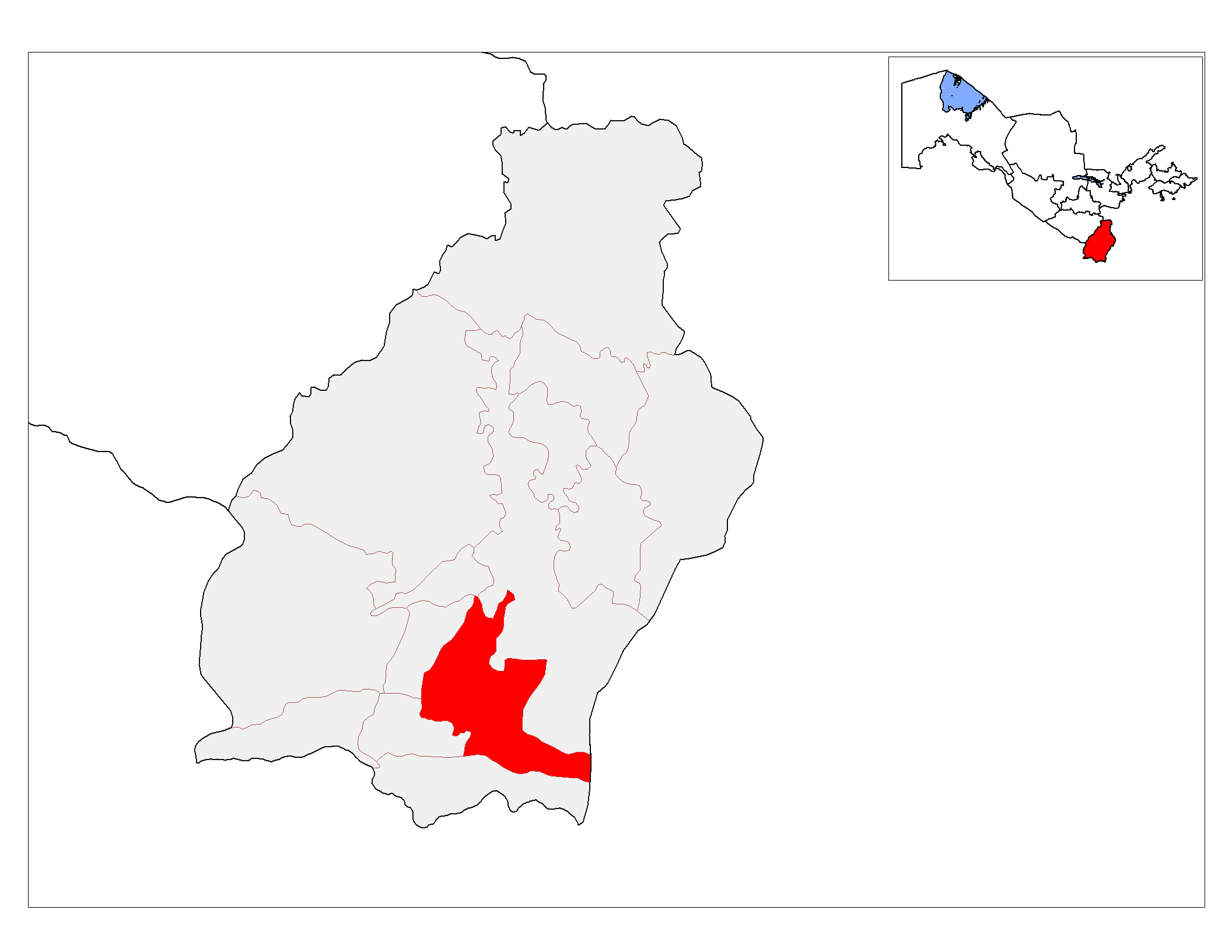
موقعیت جرقرغان

شهرستان جرقرغان (به ازبکی: Jarqoʻrgʻon tumani، جرقۉرغان تومنی) یک منطقه (ناحیه) در استان سرخان دریای کشور ازبکستان است. مرکز این ناحیه در شهری با همین نام قرار دارد.

## تقسیمات اداری
این ناحیه دارای یک شهر، پنج شهرک* و هفت جماعت روستایی می‌باشد:
- شهرها (Shaharlar / شهرلر)

1. جرقرغان (Jarqoʻrgʻon / جرقۉرغان)

- شهرک‌ها (Shaharchalar / شهرچه‌لر)

1. کک‌ایدی (kakaydi / کک‌اَیدی)
2. منار (Minor / منار)
3. قره‌اورسک (Qorakoʻrsak / قاره‌اۉرسک)
4. مرکزی سرخان (Markaziy Surxon / مرکزی سرخان)
5. کافرون (Kofrun / کافرون)

- جماعت‌های روستایی (Qishloq fuqarolari yigʻinlari / قیشلاق فقرالری ییغین‌لری)

1. آق‌قرغان (Oqqoʻrgʻon  / آق‌قۉرغان)
2. جرقرغان (Jarqoʻrgʻon / جرقۉرغان)
3. دهقان‌آباد (Dehqonobod / دېهقان‌آباد)
4. منار (Minor / منار)
5. سرخان (Surxon / سرخان)
6. چهارجوی (Chorjoʻy  / چارجۉی)
7. شرق یولدوزی (Sharq yulduzi / شرق یولدوزی)

## جمعیت
۱۴۲٬۲۰۰